# Bothrocara molle
Bothrocara molle es una especie de pez de la familia de los Zoarcidae en el orden de los perciformes.

## Morfología
Los machos pueden llegar a alcanzar los 56 cm de longitud total.

## Hábitat
Es un pez de mar y de aguas profundas que vive entre 60-2.688 m de profundidad.

## Distribución geográfica
Se encuentra en el Pacífico norte (desde el Japón y los mares de Bering y Ojotsk hasta la Colúmbia Británica el Canadá y México) y en el Atlántico sur (Isla Georgia del Sur). 

## Observaciones
Es inofensivo para los humanos. 